# Svarttjärnarna (Örträsks socken, Lappland)
Svarttjärnarna är en sjö i Lycksele kommun i Lappland och ingår i Öreälvens huvudavrinningsområde. Sjön har en area på 0,0949 kvadratkilometer och ligger 241,3 meter över havet.

## Delavrinningsområde
Svarttjärnarna ingår i det delavrinningsområde (711638-165035) som SMHI kallar för Mynnar i Vargån. Medelhöjden är 272 meter över havet och ytan är 29,64 kvadratkilometer. Räknas de 6 avrinningsområdena uppströms in blir den ackumulerade arean 111,2 kvadratkilometer. Tällvattsbäcken som avvattnar avrinningsområdet har biflödesordning 3, vilket innebär att vattnet flödar genom totalt 3 vattendrag innan det når havet efter 118 kilometer. Avrinningsområdet består mestadels av skog (88 procent). Avrinningsområdet har 0,3 kvadratkilometer vattenytor vilket ger det en sjöprocent på 1 procent.